# Boboș, Bacău
Boboș este un sat în comuna Dealu Morii din județul Bacău, Moldova, România. La recensământul din 2002 avea o populație de 0 locuitori.